# Urszula Bogucka
Urszula Bogucka (* 20. Januar 1996 in Breslau) ist eine polnische Schauspielerin. Sie ist vor allem für ihre Rolle als Franka in Michał Rogalskis Kriegsdrama Unser letzter Sommer bekannt, der vom Deutschen Film- und Medienbewertung (FBW) als besonders wertvoll ausgezeichnet wurde.
Bogucka wuchs in Breslau auf und kam durch ihre Eltern, die sie bei Werbeagenturen und Castings angemeldet hatten, früh in den Kontakt mit der Filmszene. Im Kindesalter stand sie für die polnische Comedy Świat według Kiepskich vor der Kamera und spielte von 2004 bis 2010 in der polnischen Seifenoper Pierwsza miłość. Ihr Spielfilmdebüt gab Bogucka 2005 in Feliks Falks Der Gerichtsvollzieher. Ihre erste Hauptrolle spielte sie in der polnisch-deutschen Produktion Unser letzter Sommer.

## Filmografie (Auswahl)
- 2005: Der Gerichtsvollzieher
- 2015: Unser letzter Sommer
- 2020: Sprawiedliwi – Wydzial Kryminalny